# Faedis
Faedis é uma comuna italiana da região do Friuli-Venezia Giulia, província de Udine, com cerca de 3.069 habitantes. Estende-se por uma área de 46 km², tendo uma densidade populacional de 67 hab/km². Faz fronteira com Attimis, Moimacco, Povoletto, Pulfero, Remanzacco, Taipana, Torreano.

## Demografia
| Variação demográfica do município entre 1861 e 2011                               |
|                                                                                   |
| Fonte: Istituto Nazionale di Statistica (ISTAT) - Elaboração gráfica da Wikipedia |